# Nikolaus Scheibner
Nikolaus Scheibner (* 26. März 1976 in Wien) ist ein österreichischer Schriftsteller.
Scheibner ist Obmann des Literatur & Kultur Verein Gin Beans Club, Mitherausgeber der Literaturzeitschrift Zeitzoo und der edition zzoo, Lektor & Mitherausgeber mehrerer Anthologien in der edition exil, Betreuer der Gedenkstätte Karajangasse.
2006 und 2007 war Nikolaus Scheibner in der Jury der Grazer Autorenversammlung, in der die Ansuchen um Neuaufnahme behandelt werden. Seit 2019 ist er Vorstandsmitglied der GAV.

## Werke
- Auf der Hand. Gedichte. herbstpresse, Wien 2006
- Auch eine Metamorphose? Basisdialoge. Ritter Verlag, Klagenfurt 2000. ISBN 3-85415-278-7.
- Jakühl. Das Drama vom verrückten Lama. Bean Books, Wien 2000. ISBN 3-902190-00-0.
- Intakte Mütter (gemeinsam mit Petra Lehmkuhl und Philip Scheiner). Edition Exil, Wien 1999. ISBN 3-901899-02-2.
- So viel Luft wie ich, Das Fröhliche Wohnzimmer, Wien 2012
- Die Badewanne als Kriegsgerät. Lyrik der Gegenwart 69. Edition Art Science, St. Wolfgang 2017. ISBN 978-3-902864-70-3.
- Ethik der künstlichen Intelligenz, Edition fabrik.transit, Wien 2023